# Syzygium parvulum
Syzygium parvulum là một loài thực vật có hoa trong Họ Đào kim nương. Loài này được Mildbr. ex Amshoff miêu tả khoa học đầu tiên năm 1959.